# أليكسي فيسوتسكي
أليكسيج فلاديميروفيتش فيسوتسكي (18 يوليو 1919 - 28 أكتوبر 1977) كان صحفي وكاتب روسي خلال حقبة الاتحاد السوفيتي شارك في الحرب العالمية الثانية وترقى من المناصب العكسرية حتى وصل لرتبة عقيد.